# Algirdas Dubinskas
Algirdas Dubinskas (Šakmušis, 1958. február 11. – 2010. október 5.) litván nemzetközi labdarúgó-játékvezető.

## Pályafutása

### Nemzeti játékvezetés
Játékvezetési vizsgáját követően lakókörzetének Labdarúgó-szövetség által üzemeltetett labdarúgó bajnokságokban kezdte sportszolgálatát.[forrás?] A Litván labdarúgó-szövetség Játékvezető Bizottságának (JB) minősítésével az 1 Lyga, majd az A Lyga játékvezetője. Küldési gyakorlat szerint rendszeres 4. bírói szolgálatot is végzett. A nemzeti játékvezetéstől 2001-ben visszavonult.

### Nemzetközi játékvezetés
A Litván labdarúgó-szövetség JB terjesztette fel nemzetközi játékvezetőnek, a Nemzetközi Labdarúgó-szövetség (FIFA) 1993-tól tartotta nyilván bírói keretében. Az első litván nemzetközi bíró. Több nemzetek közötti válogatott, valamint UEFA-kupa és UEFA-bajnokok ligája klubmérkőzést vezetett, vagy működő társának 4. bíróként segített. A litván nemzetközi játékvezetők rangsorában, a világbajnokság-Európa-bajnokság sorrendjében a 3. helyet foglalja el 2 találkozó szolgálatával. A nemzetközi játékvezetéstől 2001-ben a FIFA JB 45 éves korhatárát elérve búcsúzott. Válogatott mérkőzéseinek száma: 8.

#### Labdarúgó-világbajnokság
Az 1998-as labdarúgó-világbajnokságon a FIFA JB bíróként alkalmazta.
| Időpont             | Helyszín                       | Mérkőzés típusa           | Mérkőzés                   | Eredmény | Nézők száma |
| ------------------- | ------------------------------ | ------------------------- | -------------------------- | -------- | ----------- |
| 1997. augusztus 20. | Na Stínadlech Stadion, Teplice | előselejtező (6. csoport) | Csehország–Feröer-szigetek | 2 – 0    | 8 322       |

#### Labdarúgó-Európa-bajnokság
Az 1996-os labdarúgó-Európa-bajnokságon az UEFA JB játékvezetőként foglalkoztatta.
| Időpont             | Helyszín                         | Mérkőzés típusa           | Mérkőzés        | Eredmény | Nézők száma |
| ------------------- | -------------------------------- | ------------------------- | --------------- | -------- | ----------- |
| 1995. szeptember 6. | Josy Barthel Stadion, Luxembourg | előselejtező (5. csoport) | Málta–Luxemburg | 1 – 0    | 4 809       |

#### Balti-kupa
A litván, a lett és az észt labdarúgó válogatott tornáját évente rendezik.
| Időpont           | Helyszín                  | Mérkőzés típusa | Mérkőzés                                              | Eredmény | Nézők száma |
| ----------------- | ------------------------- | --------------- | ----------------------------------------------------- | -------- | ----------- |
| 994. július 30.   | Žalgiris Stadion, Vilnius | csoportkör      | Litvánia–Észtország                                   | 2 – 0    | 250         |
| 1997. július 10.  | Žalgiris Stadion, Vilnius | csoportkör      | Észt labdarúgó-válogatott–Litván labdarúgó-válogatott | 1 – 2    | 150         |
| 1998. április 21. | Sportland Stadion, Valga  | csoportkör      | Észt labdarúgó-válogatott–Litván labdarúgó-válogatott | 0 – 2    | 300         |

#### Nemzetközi kupamérkőzések
A volt szovjet tagállamok bajnokcsapatainak kiírt Commonwealth Cup sorozatban több mérkőzést vezetett.